# 依諾思 (印地安納州)
依諾思（英語：Enos）是位於美國印地安納州牛頓縣的一個非建制地區。該地的面積和人口皆未知。

## 歷史
依諾思於1907年成立。

## 地理
依諾思位於41°00′50″N 87°26′57″W / 41.01389°N 87.44917°W.